# Dabrasniewiczy
Dabrasniewiczy (biał. Дабрасневічы; ros. Добросневичи) – wieś na Białorusi, w obwodzie mohylewskim, w rejonie mohylewskim, w sielsowiecie Bujniczy, nad Łachwą.